# ツクバネソウ
ツクバネソウ（衝羽根草、杜蒙、学名：Paris tetraphylla A.Gray ）は、シュロソウ科ツクバネソウ属の多年草。ヌハリグサ(王孫、黄孫)とも呼ばれる。

## 特徴
根茎は細く、茎の高さは15-40cmになる。葉は4個が輪生し、葉身は長楕円形で、長さ4-10cm、先端はとがり、葉柄はなく、葉の縁は全縁になる。
花期は5-8月で、茎の先端に1個の、淡黄緑色の花を上向きにつける。花柄は長さ3-10cm。外花被片は披針形で、長さ10-20mm、緑色の萼状、内花被片はない。雄蕊は8個あり、花糸は長く、葯は線形で長さ3-4mm、同属のクルマバツクバネソウと違い、葯隔は葯から突出しない。花柱は4個に分枝する。果実は液果で、秋に径1cmほどの羽根突きの羽子（はご）に似た実が黒紫色に熟す。
- 若い花
- 葯隔は葯から突出しない
- 黒紫色に熟した果実

## 分布と生育環境
北海道、本州、四国、九州に分布し、山地の林内や林縁に生育する。

## 下位分類
- アイダツクバネソウ Paris tetraphylla A.Gray f. corollata M.Mizush.
- ウナズキツクバネソウ Paris tetraphylla A.Gray f. penduliflora (Murata et T.Yamanaka) H.Hara
- ヨコグラツクバネソウ Paris tetraphylla A.Gray f. sessiliflora (Makino) H.Hara
- ホソバツクバネソウ Paris tetraphylla A.Gray var. angustifolia Miq.

## 近縁種
- クルマバツクバネソウ（車葉衝羽根草、学名：Paris verticillata ）
- キヌガサソウ（衣笠草、学名： Paris japonica  ）